# Polygala uncinata
Polygala uncinata là một loài thực vật có hoa trong họ Polygalaceae. Loài này được E. Mey. ex Meissn. miêu tả khoa học đầu tiên năm 1842.